# Kemalismo

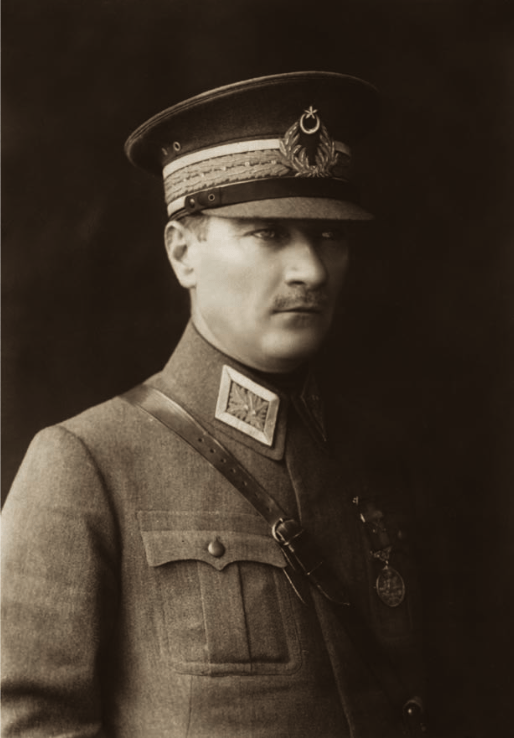
Kemal Atatürk (1925)

Kemalismo è il nome dato all'ideologia della lotta di liberazione nazionale dei popoli della Turchia da parte del Movimento Nazionale Turco, guidato dal generale Mustafa Kemal Atatürk che nel 1923 portò alla fondazione della moderna repubblica di Turchia, proseguito con la riforma dello stato e della società turca.

## Ideologia
Il kemalismo ebbe una sua prima codificazione nei primi congressi del Partito Popolare Repubblicano (Cumhuriyet Halk Partisi, CHP), il partito unico che guidò la lotta anti-imperialista e l'edificazione della rivoluzione nazionale turca. 
Il kemalismo, che proseguì anche dopo la morte di Atatürk nel 1938, si basa su sei principi che assomigliano molto ai Tre Principi del Popolo di Sun Yat-sen, chiamati le sei frecce (in turco "Altı Ok"):
1. il repubblicanesimo, per difendere l'organizzazione repubblicana dello stato contro i tentativi di restaurazione feudale;
2. il nazionalismo, per garantire la sovranità del paese e l'appartenenza solidale e l'unità di tutte le persone - senza differenza etnica - che vivono all'interno dei confini nazionali. Atatürk diceva: "Con ragione ci definiamo nazionalisti. Ma noi siamo nazionalisti che rispettano e onorano ogni nazione e che collaborano con ognuna. Noi riconosciamo le rivendicazioni di tutte le nazioni. Il nostro nazionalismo non è in nessun modo egoista e supponente";
3. il populismo: esso non solo sta a significare l'uguaglianza dei cittadini di fronte alla legge, ma soprattutto la difesa di un ordine sociale "per tutto il popolo";
4. lo statalismo, che è il modello economico dei kemalisti soprattutto dopo il 1930, ovvero l'intervento diretto e forte dello stato nel libero mercato;
5. il laicismo, la chiara separazione fra potere secolare (politica, economia, cultura, servizi, ecc.) e quella religione islamica che per lunghi secoli aveva influenzato lo sviluppo del paese, escludendo la possibilità di emancipazione dei ceti popolari e delle donne;
6. il riformismo o rivoluzionarismo, è un principio che richiede che il paese sostituisca le istituzioni e i concetti tradizionali con le istituzioni e i concetti moderni. Questo principio sosteneva la necessità di un cambiamento sociale fondamentale attraverso la rivoluzione come strategia per raggiungere una società moderna. Il nucleo della rivoluzione, nel senso kemalista, era un fatto compiuto.[1] In un senso kemalista non c'è possibilità di tornare ai vecchi sistemi perché erano considerati arretrati. Il principio del rivoluzionarismo andò oltre il riconoscimento delle riforme fatte durante la vita di Atatürk. Le riforme di Atatürk nella vita sociale e politica sono accettate come irreversibili. Atatürk non ha mai intrattenuto la possibilità di una pausa o di una fase di transizione nel corso del progressivo svolgersi o dell'attuazione della rivoluzione. L'attuale comprensione di questo concetto può essere descritta come modifica attiva.[1]

La Turchia e la sua società, prendendo ad esempio l'ordinamento delle istituzioni dall'Europa occidentale, devono aggiungere loro tratti e modelli turchi e adattarle alla cultura turca, secondo il kemalismo. La realizzazione dei tratti e dei modelli turchi di queste riforme richiede generazioni di esperienze culturali e sociali (che si traducono nella memoria collettiva della nazione turca).